# Astrid Thors
Astrid Margareta Gunilla Thors, född 6 november 1957 i Helsingfors, är en finländsk politiker.

## Bakgrund och privatliv
Astrids föräldrar är professor Carl-Eric Thors och diplomekonom Kerstin Thors. Hon tog studenten i Nya svenska samskolan år 1976..
Sedan 2004 har hon varit gift med understatssekreterare Juhani Turunen.
Hon tilldelades Fredrika Runeberg-stipendiet 2011.

## Karriär
Thors, som är juris kandidat, hade olika tjänstemannauppdrag, bland annat inom Finlands kommunförbund, innan hon 1996 valdes in i Europaparlamentet. Hon var europaparlamentariker mellan 1996 och 2004 och blev 2004 invald i Finlands riksdag. Hon utsågs 2007 till Europa- och invandringsminister i Finlands regering.
Astrid Thors är vice ordförande för Konstuniversitetets styrelse 2018–2021.
Thors har väckt uppmärksamhet med sina positiva attityder till snus och dess legalisation i Finland. EU:s dåvarande hälsokommissionär, Androulla Vassiliou, tillrättavisade Thors i december 2008.

## Utmärkelser
- Kommendörstecknet av Finlands Vita Ros’ orden[6]
- Norska förtjänstordens storkors[6]
- Officer av Hederslegionen[6]

[Redigera Wikidata]